# Kukishinden Ryû
La scuola di arti marziali Kukishinden Ryû deriva dalla scuola Kukishin Ryû ed è stata creata nel XIV secolo. Il primo Sōke è stato Izumo Kanja Yoshiteru mentre l'attuale 28° Sōke è Masaaki Hatsumi.

## Storia
Il nome Kuki fu concesso dall'imperatore Andare-Daigo (Tenno) a Kurando Yakushimaru per aver liberato dal rapimento Ashikaga Takauji durante l'epoca Kamakura dell'era Engan-Ganmen (1336).
La sua lotta come un Dio Demonio durante la liberazione fu denominata Kuki. Kurando fonda la scuola col nome di Kukishin Ryû. La scuola fu trasmessa di famiglia in famiglia finché arrivò nelle mani di Izumo Kanja Yoshiteru, che fondò, con la conoscenza anche di altri stili, le scuole Kukishinden Ryû e Shinden Fudô Ryû.

## Caratteristiche
Nello studio dello stile della Kukishinden Ryû si possono trovare gli insegnamenti di Amatsu Tatara (Porta del Cielo) dove la traduzione metaforica è l'accesso alla residenza di Dio.
Hichi Buko Goshin Jutsu Ryû è la tradizione segreta dell'apertura del fiore per la difesa di sé, in questa tradizione noi troviamo come l'importante studio dell'Amatsu Tatara ha molti aspetti relazionati con le arti, la medicina, la filosofia, la religione, le arti marziali e le strategie.
In Kukishinden Ryû si possono trovare quattro punti base di studio.
- Kumo Kiri Hibo (cambiando il tempo)
- Rikujintsu Hibo (modo di migliorare i 5 sensi)
- Fudô Kanashibari non il jutsu.
- Kishi di Kiai non il jutsu

Questi punti sono riferiti, per aspetti diversi, nello studio di Amatsu Tatara. La cui parte medica è insegnata a tre membri Bujinkan: Chris Roworth, Dennis Bartram e Doolan Willy. Loro hanno ricevuto il Kaiden (diritto d'insegnamento) come insegnamenti di Hichi Buko Goshin Jutsu Ryû per mano del sōke Masaaki Hatsumi.

## I capi del Ryu (scuola)
1. Yasushimasu, Takazane (1336)
2. Izumo, Kanja Yoshiteru ( )
3. Izumo, Koshirô Terunobu ( )
4. Izumo, Matsushirô Teruhide ( )
5. Izumo, Bungorô Yoshiteru ( )
6. Izumo, Kanja Yoshitaka ( )
7. Izumo, Kanja Yoshiteru ( )
8. Ohkuni, Kisanda Fukasumi ( )
9. Tsutsumi, Hoki no Kami Noriyama( )
10. Yozan Ukan Genchôbô( )
11. Arima, Kawachinosuke Masayoshi ( )
12. Ohkuni, Ogenta Yukihisa ( )
13. Kazama, Shinkuro Hidechika ( )
14. Ohkuni, Kihei Shigenobu ( )
15. Ohkuni, Yakuro ( )
16. Ohkuni, Tatodayu ( )
17. Ohkuni, Kihyoe ( )
18. Ohkuni, Yozaemon ( )
19. Nakayama, Jinnai ( )
20. Ohkuni, Buzaemon ( )
21. Hakayama, Kamemon ( )
22. Ohkuni, Kamahura ( )
23. Yagi, Jigero Hisayashi ( )
24. Fujita, Togoro ( )
25. Mizuta, Tadefuza ( )
26. Ishitani, Takagage Matsutaro ( ) ( - 1907)
27. Takamatsu, Toshitsugu (1907) (1888.03.01 - 1972)
28. Hatsumi, Masaaki (1968) (1931.12.02 - )